# Ceylanoparmena loebli
Ceylanoparmena loebli là một loài bọ cánh cứng trong họ Cerambycidae.